# Jura (Escócia)
Jura é uma ilha nas Argyll and Bute, Escócia. Sua população é de 196 habitantes (2011). Sua capital é Craighouse.